# 不倫瑞克-呂訥堡的瑪格麗特
不倫瑞克-呂訥堡的瑪格麗特（德語：Margarethe von Braunschweig-Lüneburg，1573年4月6日—1643年8月7日），薩克森-科堡公爵夫人，不倫瑞克-呂訥堡公爵年輕者威廉的女兒。

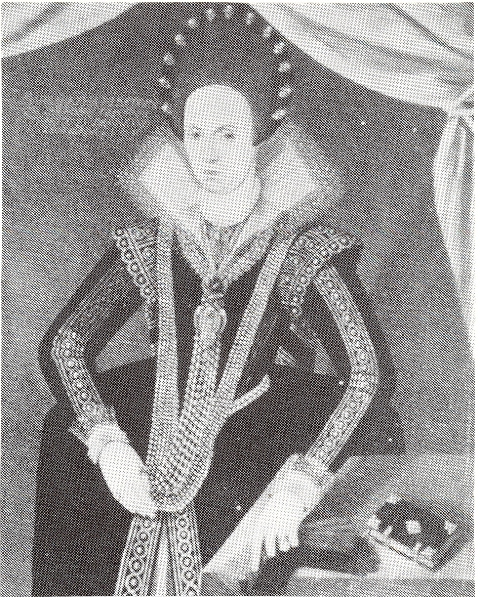
不倫瑞克-呂訥堡的瑪格麗特

1599年，瑪格麗特與薩克森-科堡公爵約翰·卡西米爾結婚，兩人沒有子女。